# Вервенски договор
Мирният договор между кралство Испания и кралство Франция, подписан във Вервен (Vervins) на 2 май 1598 г. слага край на деветата, респективно на всички религиозни войни във Франция, които я опустошават от 1562 г.

## Пътят към мира
След като през 1589 г. Анри ІV наследява френския престол, Католическата лига решава да се съпротивлява докрай и издига за конкурентен крал Шарл Лотарингски под името Шарл Х. Същевременно тя търси помощта на Испания, а Париж се организира като независима комуна, управляван от гражданите. Победите на Анри ІV при Арк и Иври му осигуряват надмощие, но испанците навлизат в кралството му, включително в столицата. Все пак през 1593 г. Анри влиза в Париж, след като за втори път приема католицизма, а на следващата година официално е коронясан за крал.
Стремежът на испанския крал Фелипе ІІ е да наложи дъщеря си Изабела за кралица на страната. Интересите му във Франция са важни, защото той не може да допусне и тя да се присъедини към протестантската коалиция срещу Испания (формирана вече от Англия и Нидерландия). Катастрофална за него е годината 1596, когато херцог дьо Майен (лидерът на католиците) се помирява с Анри ІV и приключва съпротивата, а след това страната му се оказва в състояние на банкрут. Същевременно на 16 май пада главната испанска твърдина в северна Франция Ла Фер, а самият Фелипе се разболява и усещайки края си, решава да осигури на сина си мирно начало на управлението. Преговорите започват, но през 1597 г. испанците превземат Амиен и заедно с Кале владеят две крепости във Франция. Тогава Анри прекъсва преговорите, изисквайки те да бъдат освободени.

## Подписване на договора
През септември 1597 г. Амиен е превзет обратно от французите и преговорите са подновени. Пред Анри има един проблем - малко преди това той се е съюзил с Англия и Нидерландия и всеки се е ангажирал да не сключва мир с Испания без съгласието на останалите. На 12 януари 1598 г. обаче Анри изпраща представител във Вервен, за да се срещне лично с ерцхерцог Алберт, представител на Фелипе ІІ. Съзнавайки, че предава съюзниците си, Анри се аргументира, че страната му е в непрекъсната война от 1585 г., а изтощението от всички религиозни войни е огромно. Тъй като между двете страни фактически не са останали сериозни нерешени въпроси, преговорите са бързи и на 2 май текстът е приет и подписан.
Главната част от документа се състои в това, че се признават клаузите на договора от Като Камбрези от 1559 г., с който завършват войните между Хабсбурги и Валоа. Всички градове, взети от някоя от страните след това, следва да бъдат върнати. Това означава, че французите получават обратно Кале и няколко малки крепости в Пикардия и Бретан, а испанците получават Камбре. Фелипе признава Анри ІV за френски крал и обещава да прекрати всякаква подкрепа за останките от католическата съпротива. На Елизабет І и нидерландците е дадена възможност, ако искат да се присъединят към договора. Съюзникът на Фелипе ІІ - савойският херцог също отказва да подкрепи договора и продължава войната до 1601 г., когато сключва друг договор в Лион.

## Значение
Широко прието е мнението, че договорът от Вервен е последното поражение на ултра католическата политика на Фелипе ІІ. Той е същевременно първата крачка на прехода от испанско към френско могъщество в Европа, завършил с Пиренейския договор от 1659 г.